# أندرو سيمونز
أندرو سيمونز (بالإنجليزية: Andrew Simmons)‏ هو مصارع محترف بريطاني، ولد في 21 مايو 1984 في Liss, Hampshire ‏ في المملكة المتحدة.

## وصلات خارجية
- أندرو سيمونز على موقع WrestlingData.com (الإنجليزية)
- أندرو سيمونز على موقع CageMatch worker (الإنجليزية)
- أندرو سيمونز على موقع قاعدة بيانات المصارعة على الإنترنت (الإنجليزية)
- أندرو سيمونز على موقع عالم المصارعة على الإنترنت (الإنجليزية)
- أندرو سيمونز على موقع عالم المصارعة على الإنترنت (الإنجليزية)

- أندرو سيمونز على موقع IMDb (الإنجليزية)